# Charles Frédéric Kreubé

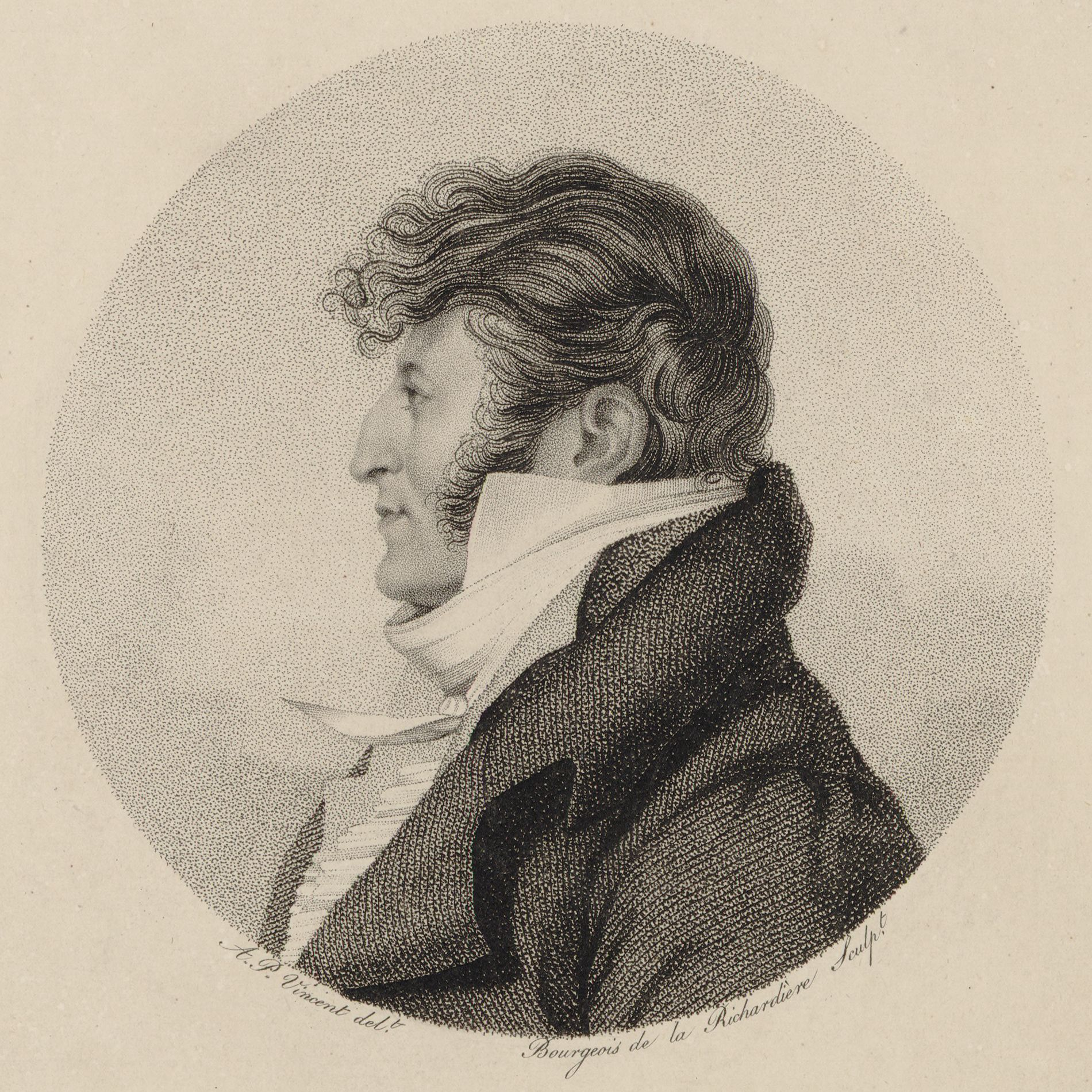
Charles Frédéric Kreubé (Gravur von Antoine-Achille Bourgeois de La Richardière).

Charles Frédéric Kreubé (* 5. November 1777 in Lunéville; † 3. Mai 1846 in Saint-Denis (Seine-Saint-Denis)) war ein französischer Violinist, Kapellmeister und Komponist.

## Leben und Werk
Charles Frédéric Kreubé war Schüler von Rodolphe Kreutzer. Er trat 1801 als erster Geiger in das Orchester der Opéra Comique in Paris ein. 1805 wurde er stellvertretender Dirigent. 1816 trat er die Nachfolge des 1. Dirigenten Matthieu-Frédéric Blasius an. Er hatte diese Position als Kapellmeister bis 1828 inne.
Kreubé komponierte 16 komische Opern, ferner Streichquartette und Violinstücke.
Charles Frédéric Kreubé starb am 3. Mai 1846 in seiner Villa in Saint-Denis.